# Plackartnyj vagon

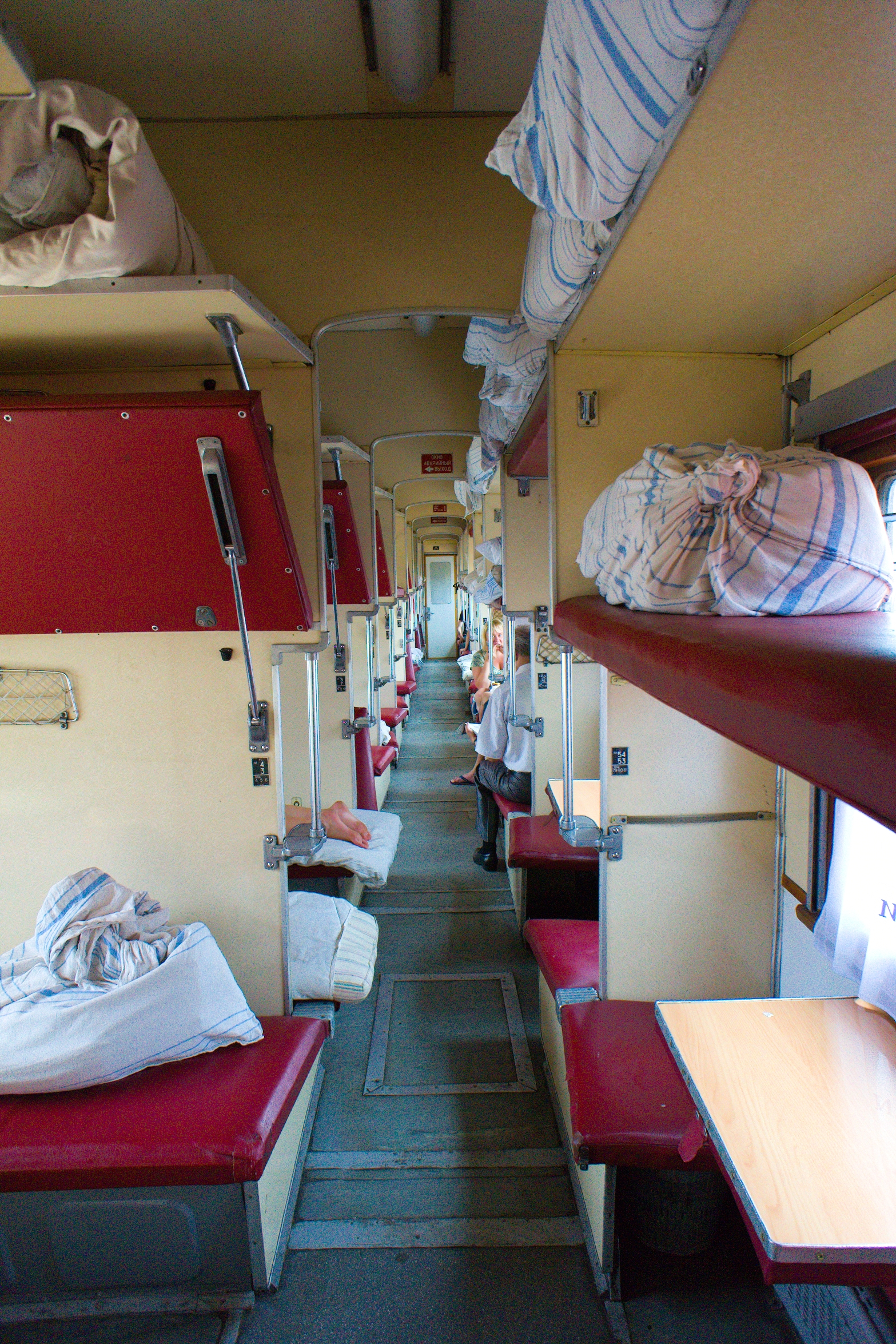
Interiér vozu Plackartnyj

Plackartnyj vagon, rusky плацкартный вагон, je typ (kategorie) vozu používaná v dálkových vlacích v zemích bývalého Sovětského svazu a v několika dalších asijských státech. Charakteristickým znakem je uspořádání interiéru s částečně otevřenými oddíly s místy k ležení.

## Původ názvu
Plackarta, rusky плацкарта, znamená místenka (z německého die Platzkarte). Avšak doslovný překlad plackartnyj vagon jako místenkový vůz je zavádějící. V ruských dálkových vlacích jsou všechny typy vozů povinně místenkové, plackartnyj vagon se z hlediska možnosti nebo povinnosti zakoupit si místenku nijak neliší od dalších typů vozů. Původ tohoto označení je nutno hledat v minulosti. Podle jedné z teorií pochází toto označení z 20. až 30. let 20. století, kdy to byly první vozy 3. třídy, do kterých bylo možné zakoupit místenku. Protože vyššími třídami většina populace v té době běžně necestovala, byly to právě tyto vozy, kdе se širší vrstvy obyvatelstva mohly poprvé setkat s místenkami (plackartami). To se poté přeneslo na pojmenování samotného vozu. V odborné literatuře je tento typ vozů nazýván jako некупейный со спальными местами, což lze přeložit jako neoddílový (velkoprostorový) s lůžky. Termín plackartnyj se však běžně používá v oficiální komunikaci železničních dopravců ve směru k cestující veřejnosti.

## Popis
Celková kapacita typického vozu je 54 míst. Uspořádání lůžek jsou 4 příčná lůžka v jednom oddíle (dvě nahoře, dvě dole) a dvě boční lůžka nad sebou přes uličku podélně k vozu. Oddíly (kupé) jsou jen naznačeny příčkami a z jedné strany nejsou nijak odděleny od uličky, kde prochází ostatní cestující.
Každý vůz je vybaven záchody na obou koncích. Na jednom z konců je také umístěn služební oddíl průvodčích, kteří se při dlouhých (i několikadenních) trasách vlaků střídají. Naproti jejich oddílu se nachází zdroj horké a studené vody, kterou mají cestující zdarma k dispozici po celou dobu jízdy vlaku. V současnosti funguje i doplňkový prodej drobného občerstvení od průvodčích. Některé modernější vozy jsou vybaveny klimatizací a zásuvkami pro nabíjení drobných elektrospotřebičů. 

Schéma vozu
1. záchod;
2. služební oddíl;
3. oddíl pro průvodčí;
4. prostor pro cestující;
5. záchod;
6. zadní představek (obvykle neslouží pro nástup a výstup, dříve byl používán jako kuřácký koutek);
7. chodba;
8. průchozí ulička;
9. chodba;
10. kotel pro ohřev vody pro vytápění vozu, napravo je umístěn samovar;
11. nástupní prostor (představek).

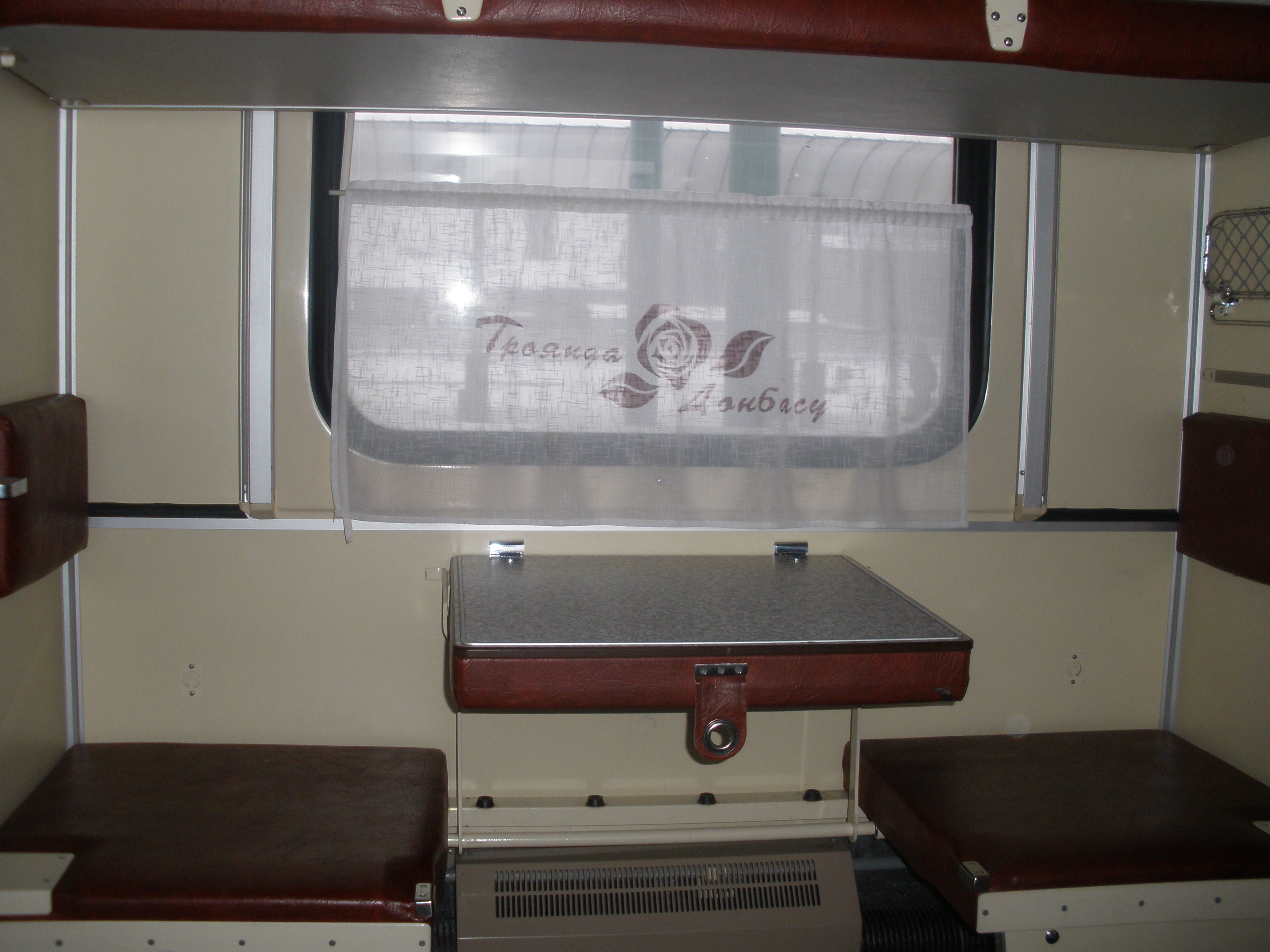
Boční lůžko přestavěné do denní polohy

Protože na vícedenních cestách jsou vozy v provozu nejen v noci, ale i přes den, lze je upravit i pro denní provoz s místy k sezení. U příčných lůžek stačí odklopit horní lůžka ke stěně, spodní lůžka lze poté využít jako lavice k sezení. Dolní boční lůžko je konstrukčně upraveno tak, že jeho střední část lze překlopit a vysunout poněkud výše, potom slouží jako stolek. Zbylé dvě krajní místa spodního lůžka tvoří dvě místa k sezení.
V případě nasazení vozu plackartnyj výhradně v denním vlaku je jeho kapacita 81 míst k sezení. Takové vozy se nazývají Obščij, rusky Общий. Zpravidla se jedná o starší vozy plackartnyj, u kterých byla demontována horní lůžka. Jsou nasazovány pouze v některých regionech na vlaky místního významu.

## Historie
Na území pozdějšího Sovětského svazu se podobné vozy vyskytují už na začátku 20. století, kdy existovaly např. dvounápravový vůz délky 14 m, třínápravový délky 12 m nebo čtyřnápravový vůz délky 18 m s výše popsaným uspořádáním interiéru. Vozy tohoto typu byly v provozu i u tehdejších soukromých železnic, např. Vladikavkazská železnice provozovala vůz délky 20 m. V Sovětském svazu byla v roce 1928 byla zahájena výroba jednotné řady osobních vozů délky 20,2 m, která byla dodávána také v provedení plackartnyj. V 50. letech byla zahájena sériová výroba celokovových osobních vozů, které se už velmi podobaly dnešním provozovaným typům.

## Současnost
Ve svých zemích se jedná o jeden z nejlevnějších způsobů cestování veřejnou dopravou na delší vzdálenosti, vozy jsou dodnes velmi využívané.
Prezident RŽD Vladimir Jakunin vyjádřil dne 14.11.2013 názor, že vozy třídy plackartnyj nemají v Rusku budoucnost. Doslova uvedl: „Domnívám se, že takový přežitek, jakým je plackartnyj vagon, který se dochoval jen v naší zemi, musí ustoupit komfortnější přepravě osob.“ Zároveň naznačil, že to nebude otázka nejbližších let.  Náhradou by měly být dvoupodlažní vozy typu kupé. Avšak již o týden později vydaly RŽD tiskovou zprávu, ve které uvádí plánovaný nákup mj. 72 nových vozů typu plackartnyj (plus dalších 73 nových vozů s CZE, z nichž blíže neurčený počet má být také typu plackartnyj). Podle této tiskové zprávy má být na začátku roku 2014 ve stavu RŽD celkem 8 427 vozů tohoto typu.
Kromě zemí bývalého Sovětského svazu jsou vozy tohoto typu provozovány v Mongolsku a v Severní Koreji. 

## Cestování
Pro cestující ze zemí střední a západní Evropy, kde nejsou vozy tohoto typu provozovány, může být otevřený prostor v nočním vlaku nezvyklý nebo i nepříjemný. Naopak někteří místní cestující raději volí právě vůz plackartnyj oproti kupé, protože v kupé mají obavy se sdílení malého uzavřeného prostoru s cizími lidmi. Dále se uvádí menší míra kriminality (krádeží) ve vozech plackartnyj, protože prostor vozu je pod dohledem mnoha cestujících.. Celkově je ale míra kriminality v dálkových vlacích v Rusku mnohem menší než ve střední Evropě. Je to dáno tím, že v každém voze je po celou dobu přítomen průvodčí a svůj vliv má také skutečnost, že jízdenky jsou na jméno.  
Přestože všechna lehátka ve voze vypadají stejně, jsou mezi cestující veřejností některá místa všeobecně oblíbenější a tato jsou také jako první vyprodána (při nákupu jízdenky si lze zvolit typ - spodní/horní a boční/příčné nebo i přímo konkrétní číslo místa). Obecně jsou nejoblíbenější spodní místa kolmo k uličce. Naopak neoblíbená jsou místa na kraji vozu u wc (kvůli zápachu) a u starších neklimatizovaných vozů také místa v třetím a šestém fiktivním oddílu, kde není otevíratelné okno (toto slouží jako nouzový východ). Vyšším cestujícím také mohou vadit boční lehátka kvůli tomu, že mají příčku z obou stran.